# Henri Wernli
Henri Wernli (n. 3 iunie 1898, Berna, Berna, Elveția – d. 1961, Schwarzenberg⁠(d), cantonul Lucerna, Elveția) a fost un luptător ce a reprezentat Elveția, medaliat olimpic. A participat la 2 ediții ale Jocurilor Olimpice (1924, 1928) în care a câștigat o medalie de argint.